# ピエール・シャルル・ランファン

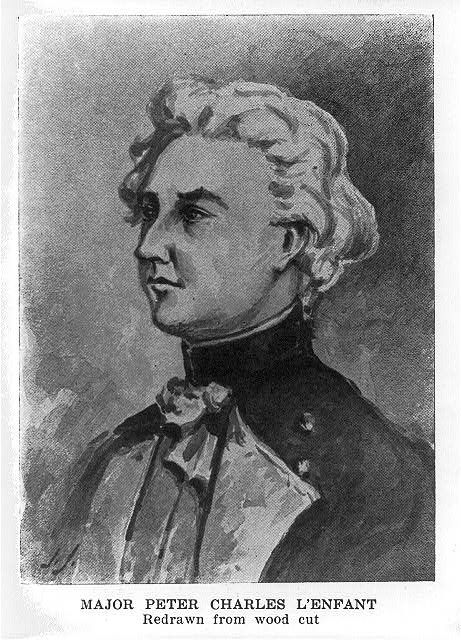
ピエール・シャルル・ランファン

ピエール・シャルル・ランファン（Pierre Charles L'Enfant 1754年8月2日 - 1825年6月14日）は、フランス生まれのアメリカの建築家、都市計画家。ワシントンD.C.としても知られる、アメリカ合衆国の連邦都市建設計画のコンペに当選し、基本計画案を作成した人物である。

## 来歴
ピエール・シャルル・ランファンは、1754年8月2日にフランスのパリで生まれた。若くして軍に入隊したランファンは、当時少将であったラファイエットらと共に従軍技師としてイギリス領の北アメリカ13植民地を訪れ、同地で親しまれるようピーターという名を名乗った。
1779年、ジョージア州サバンナで起こったサバンナの包囲攻撃で負傷したランファンであったが、その後は回復し残りのアメリカ独立戦争を陸軍技師大尉として、司令官ジョージ・ワシントンに仕えた。1783年5月2日、ランファンはアメリカの自由を勝ち取った独立戦争での貢献が認められ、名誉昇進として少佐に昇格した。
戦争に続いて、ランファンはニューヨークにあるフェデラル・ホールの再設計を行ったことで、建築家としての名声を得た。そのほかにも彼は硬貨、メダル、そして富裕な人々への家具や住居をデザインした。その後まもなく、縁故があったために彼はアメリカ合衆国の最初の大統領となったジョージ・ワシントンより、3人の長官の監督の下で新しい連邦首都の意匠を担う人物に指名された。後にコロンビア特別区となる、10平方マイルの連邦地域の計画立案と土地開発を監督させるため、ワシントンは3人の長官を任命していた。ランファンは1791年に設計に取りかかった。

アンドリュー・エリコットにより改訂されたランファンのワシントンD.C.計画案

全体として都市のデザインを形にしようとする起伏の激しい気質と強い主張のため、ランファンの連邦都市設計案は彼が存命中に一部分しか実行されなかった。地区の監督達は、限られた資金を連邦の建造物の建設に利用できるように割り当てたいと願っていた。彼らはこの時トマス・ジェファーソンの援助を受けている。しかし、ランファンが監督達と度々衝突を引き起こしていたため、ジョージ・ワシントンはランファンが設計図の出版業者を見つけるより先に、彼をこの事業計画から解雇した。ジョージ・ワシントンはランファンが起した設計原案の中の一つを写したものを保持していた。この写しは現在アメリカ議会図書館が所有している。この写しの左手側上方の隅にある楕円形の中に書かれている最後の一文に、設計者である「ピーター・シャルル・ランファン」と書かれているのがわかる。
ランファンの解雇に引き続いて、監督者はこの首都建設計画を、後にコロンビア特別区となる地域の境界線調査を最初に指揮していた測量技師、アンドリュー・エリコットとジョセフ・エリコット兄弟の手に委ねることにした。アンドリュー・エリコットはランファンの建設案を改訂すると、ランファンとは異なり自身の改訂版設計図を刷り、出版して配布することに成功した。後にこのエリコットによる改訂版が、首都開発計画の基盤となった。
一方で計画立案を行ったランファンは賃金が支払われず周囲から嫌われてしまい、余生の多くを自身が行ってきた事に対する対価を支払うよう議会への説得を試みることに費やした。1812年にはアメリカ合衆国陸軍士官学校の工学教授としての身分を提供されているが、彼はこの申し出を辞退している。1825年6月14日、ランファンは失意と貧困の中逝去し、メリーランド州プリンスジョージ郡にある友人の牧場へ葬られた。

## 死後
1901年マクミラン委員会は、ナショナル・モール建設の計画を立てる1902年の報告書の基礎として、ランファンの建設計画を起用した。フランス大使ジャン・ジュール・ジュスランの扇動で、ランファンの計画案は国に採択され遂に彼はその功績が認められたのである。1909年にアメリカ合衆国議会議事堂のロタンダ内で葬式が行われた後、ランファンの遺骨は彼が一部をデザインした首都を見渡す、アーリントン国立墓地の丘に再び埋葬された。1911年、彼の墓の上に記念碑が置かれると共に栄誉を授かった。この記念碑に刻まれているのは、アンドリュー・エリコットが書き変える前の、ランファン自身が計画した設計案の一部である。
また、ランファンの何十年にも渡るリチャード・ソーデルストロームとの関係が始まったのは1794年のことであった。歴史研究家達は性的な関係にあったのではと議論するが、少なくとも二人はペンシルベニア州フィラデルフィア近くにある生活住居を共有し、仕事も協力し合っていたことは確かである。しかし1801年、ソーデルストロームは住居を共有していたランファンに生活費を請求し、法的な争いが生じた。
そのほか、1942年には「ピエール・ランファン」という名のアメリカ合衆国リバティ船が航行を開始しているが、1970年に船は難破し、遺棄されている。

## 参考
以下は翻訳元の英語版（w:en:Pierre Charles L'Enfant）からの参考文献、参考リンクである。
- ケネス・R・ボウリング　『Peter Charles L’Enfant : vision, honor, and male friendship in the early American Republic』　2002年
- アメリカ合衆国議会図書館より、ピエール・シャルル・ランファンのページ
- ワシントンD.C.の建設計画
- アーリントン国立墓地、ランファンの来歴と墓地記念碑の詳細